# نهر ويب
نهر ويب (ويب جيسترو أو ويبي جيسترو أو نهر ويبي)، نهر يقع في شرق إثيوبيا. ينبع من جبال بالي شرق جوبا في منطقة أوروميا، ويتدفق شرقًا ليمر عبر كهوف صوف عمر، ثم إلى الجنوب الشرقي حتى ينضم إلى نهر غانالي دوريا في المنطقة الصومالية.